# Marcos Mantis
O Marcos Mantis é um Coupé fabricado e produzido pela Marcos entre 1970 a 1999.

## Marcos Mantis (1970)
Em 1970 a Marcos queria entrar no mercado de carros coupé para substituir o Mini Marcos GT a Marcos lançou o Marcos Mantis com motor Triumph TR6 com proposta de ser um "coupé GT".

## Marcos Mantis (1997)
Em 1997 a Marcos reutilizou o nome Mantis para seu novo projeto que era super esportivo com o motor V8 que chegava de 0-60 em 4,2 segundos e uma velocidade máxima de 170 mph.